# ハサン・アスカリー
ハサン・アスカリー （アラビア語:  الإمام الحسن بن علي العسكري‎, 846年12月4日 - 874年1月4日）は、シーア派・十二イマーム派の第11代イマーム。名はハサン・イブン・アリー・イブン・ムハンマド。  

## 生涯
ハサン・アスカリーは、父アリー・ハーディーとサリールの間にマディーナで生まれた。アスカリーとは軍隊を意味するアラビア語にちなんだものである。これはハサンが軍部隊の駐屯する都市で人生の大部分を送ったことによる。ハサンはビザンツ出身のナルジスという奴隷を妻としたが、シーア派のあいだでは彼女はビザンツ皇女であると信じられている。

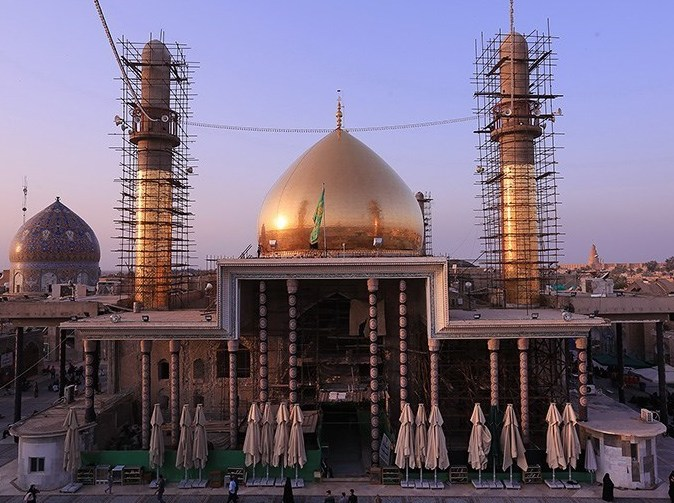
イマーム・ハサン・アスカリー霊廟（サーマッラー）

ハサンはその生涯のほとんどを、アッバース朝カリフの監視下、サーマッラーの家宅に軟禁されて過ごした。時にはバグダードゆきを許されることもあったが、これも必ず警護と監視のもとでのことである。
ハサンが没したのは874年1月1日、27歳の時であった。毒殺であった。葬儀には何らかの関与があったとされるアッバース朝カリフ・ムウタミドら多くの人々が参列した。葬地は父の眠る現在のサーマッラー・アスカリー・モスクの地である。当地は多くのムスリム、特にシーア派の聖廟となっている。2006年2月22日の爆弾事故で非常に大きな被害を受けた。
ハサン・アスカリーはその生涯のほとんどを監禁されていたにもかかわらず非常に深い学識をもった。イスラームについての教授をおこなえるほどで、後世の学者に利用されるクルアーンの解釈書を編纂している。

## 息子
ハサンの死没には、さしたる混乱も見られない。しかし十二イマーム派シーア派では、ハサン・アスカリーにはムハンマド・ムンタザルという息子がおり、父の没したとき5歳であったムハンマド・ムンタザルはアッバース朝の目から逃れて身を隠したのだと信じられている。これに対し、多くのスンナ派ムスリムや学者は、ムハンマドの存在に疑義を呈している。
重要な点は十二イマーム派にとってこのムハンマド・ムンタザルがマフディーと信じられていることである。マフディーとはすなわち、終末にあたってこの世に再び現れて世界に公正と平和をもたらし、世界の宗教としてのイスラームを確立する者のことで、イスラームにおける非常に重要な要素である。
これに関連して、シーア派には次のような逸話が語られる。ハサン・アスカリーの葬儀における礼拝を弟ジャアファル・イブン・アリーが導師（これもアラビア語ではイマーム）となって進めようとしたところ、少年が現れ（これがハサンの子ムハンマドと目される）、ジャアファルに近づき「ジャアファル叔父。父の葬儀における礼拝においてあなたが導師となることはできない。なぜならイマームの葬礼拝を導けるのはイマームのみだからである」と言った。そうしてジャアファルは脇に退き、この5歳の子供が主導した、というものである。

## イマームの伝承
11代目イマーム・ハッサン・アスカリー（彼の上に平安あれ）がこう言った。 
「この二つに優る特質はない。アッラーを信じることと、ムスリムの益になること」 
「われわれの従者（シーア）の学者はイスラームの国境の番人である。したがって、この任務を引き受けるわれわれの従者は、ローマ人と戦う者よりも優れている。（なぜなら、われわれの従者の宗教学の国境を防衛するからである）」
「邪悪は家の中に閉じ込められた。（その扉の）鍵は嘘である」 